# Уххацити
Уххацити (Уххациди) (передача имени условная, по клинописным знакам) — последний независимый правитель царства Арцава, существовавшего в позднем бронзовом веке на западе Анатолии.
Согласно хеттским источникам, у него было два сына, Пияма-Курунта и Тапалацунаули, которые в 1322 г. до н. э. были уже взрослыми и могли носить оружие.
Хеттский царь Мурсили II во время своего второго сезона кампаний, в 1322 г. до н. э., напал на небольшие царства Аттаримма, Ху(ва)рсанасса и Суруда на границе с Арцавой. Их правители бежали в Арцаву. Когда Мурсили потребовал выдать их, Уххацити отказал ему и назвал его «ребёнком». Он также смог включить в свои войска царя Манапа-Тархунта (en:Manapa-Tarhunta) из страны реки Сеха, но не Маскхуилуву из страны Мира.
Мурсили подавил восстание племён каска и вторгся в Арцаву. В это время центром конфедерации Уххацити был город Апаса (Апаша). Во время наступления Мурсили метеорит упал на Апасу и ранил Уххацити, о чём свидетельствует текст из анналов Мурсили II:

«Могучий бог бури, мой господь, проявил свою божественную справедливую силу и метнул молнию. Все мои войска видели эту молнию. Вся страна Арцава видела молнию. Молния пронеслась мимо (нас) и ударила по стране Арцава. Она поразила столицу Уххацити, город Апаша. Она приземлилась на колени Уххацити, и тот заболел».

Раненый, Уххацити больше не мог руководить военными действиями. Поэтому, заключив союз с царём Аххиявы (это первый случай упоминания о монархе ахейцев), он приказал Пияма-Курунта принять сражение у Вальмы на реке Астарпа. Пияма-Курунта проиграл битву и Уххацити с сыновьями бежали за море на острова, контролируемые ахейцами (Крит или Киклады).
Уххацити умер, когда Мурсили осаждал людей Аттариммы, Хуварсанассы и Суруды близ Пуранды.